# EF-ring
En EF-ring eller ring med entydig faktorisering, är en heltalsring där varje, från noll skilt och icke inverterbart, element entydigt kan skrivas som en produkt av irreducibla element. Begreppen irreducibelt element och primelement sammanfaller i en sådan ring.
Heltalen Z är en EF-ring, men ej ringen  Z [i·{\displaystyle {\sqrt {5}}}].

## Exempel
- Alla principalidealdomäner, och därmed alla Euklideiska domäner, är EF-ringar. Speciellt är heltalen, de Gaussiska heltalen och Eisensteinheltalen EF-ringar.
- Auslander–Buchsbaums sats säger att varje regelbunden lokal ring är en EF-ring.
- Ringen {\displaystyle \mathbb {Z} [{\sqrt {-5}}]} av komplexa tal på formen {\displaystyle a+b{\sqrt {-5}}}, där a och b är heltal, är inte en EF-ring eftersom talet 6 här inte har en entydig faktorisering utan kan faktoriseras både som 2·3  och {\displaystyle \left(1+{\sqrt {-5}}\right)\left(1-{\sqrt {-5}}\right)}.

## Ekvivalenta krav för en ring skall ha entydig faktorisering
Ett noetherskt integritetsområde har entydig faktorisering om och endast om varje primideal av höjd är principalt. En Dedekinddomän har entydig faktorisering om och endast om dess idealklassgrupp är trivial. I detta fall är den faktiskt en principalidealdomän.
Det finns även ekvivalenta krav för icke-noetherska integritetsområden. Låt A vara ett integritetsområde. Följande krav är då ekvivalenta.
1. A är en EF-ring.
2. Varje nollskilt primideal av A innehåller ett primelement. (Kaplansky)
3. A satisfierar stigande kedjekravet för primideal (SKP), och lokaliseringen S−1A är en EF-ring, där S är en multiplikativt sluten delmängd av A genererad av primelement. (Nagatas kriterium)
4. A satisfierar SKP och varje irreducibelt element är ett primelement.
5. A är atomisk och varje irreducibelt element är ett primelement.
6. A är en SGD-domän (det vill säga, varje par av element har en största gemensamma delare) som satisfierar SKP.
7. A är en Schreierdomän och atomisk.
8. A är en pre-Schreierdomän och är atomisk.
9. A har en delarteori där varje delare är principal.
10. A är en Krulldomän där varje divisoriellt ideal är principal.
11. A är en Krulldomän och varje primideal av höjd 1 är principal.